# Hieracium cinderella
Hieracium cinderella es una especie de planta con flor del género Hieracium, de la familia Asteraceae, orden Asterales.

## Distribución
Hieracium cinderella se distribuye por Inglaterra y Gales.

## Taxonomía
Fue descrita científicamente por (Ley) Ley. Fue publicada en J. Bot. 47: 15 (1909).